# Kalt
Kalt là một đô thị thuộc huyện Mayen-Koblenz bang Rheinland-Pfalz, phía tây nước Đức. Đô thị Kalt có diện tích 5,36 km², dân số thời điểm ngày 31 tháng 12 năm 2006 là 496 người.